# District de Chama
Le district de Chama est un district de Zambie, situé dans la Province Orientale. Sa capitale se situe à Chama. Selon le recensement zambien de 2000, le district a une population de 74 890 personnes.
L'endroit abrite par ailleurs le Parc national de North Luangwa National Park.